# Fitxer adjunt
Un fitxer adjunt és un fitxer informàtic enviat juntament amb un correu electrònic. Es poden adjuntar un o més fitxers a qualsevol missatge de correu electrònic i enviar-los al destinatari i s'utilitza com a mètode senzill per a compartir documents i imatges.

## Història
Originàriament, el correu electrònic ARPANET, UUCP i SMTP d'internet només permetien text ASCII de 7 bits. Els fitxers de text s'enviaven per correu electrònic inclosos al cos del missatge. A mitjans de la dècada del 1980, els fitxers de text es podien agrupar amb eines Unix com bundle i shar i incloure'ls al cos del missatge de correu electrònic, permetent descomprimir-los en sistemes Unix remots amb un sol comandament shell. El sistema COMSYS/MSGDMS del MIT va oferir enclosures a partir de 1976.
Adjuntar fitxers que no són de text es va aconseguir per primera vegada l'any 1980 codificant manualment fitxers de 8 bits amb l'Uuencode de Mary Ann Horton, i més tard utilitzant BinHex o xxencode i enganxant el text resultant al cos del missatge. Quan la interfície d'usuari «adjuntar fitxers» va aparèixer per primera vegada als ordinadors a cc:Mail al voltant de 1985, va utilitzar el format Uuencode per a la transmissió SMTP, com va fer Microsoft Mail més endavant.
Els sistemes de correu electrònic moderns utilitzen l'estàndard MIME que va ser desenvolupat per Nathaniel Borenstein i Ned Freed amb l'estàndard presentat oficialment com a RFC2045 el 1996. Amb MIME un missatge i tots els seus fitxers adjunts s'encapsulen amb la codificació Base64 utilitzada per a convertir el text binari en text ASCII de 7 bits.

## Programari maliciós

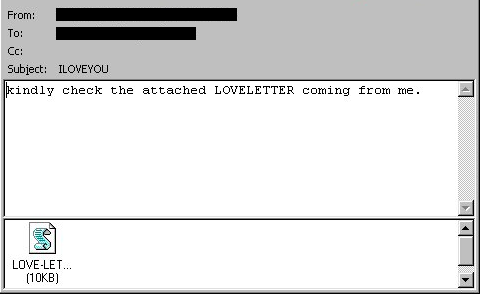

Les persones usuàries han de ser prudents amb determinats formats de fitxer quan es reben com a fitxers adjunts de correu electrònic, com ara fitxers .zip i .tgz, perquè poden contenir virus informàtics i programari maliciós. Els fitxers .iso també es poden utilitzar per a difondre programari nociu i .exe és un fitxer executable que es pot activar en un ordinador tan bon punt s'obre.
Molts programes maliciosos es distribueixen mitjançant fitxers adjunts de correu electrònic, alguns fins i tot consideren que és el principal vector dels ciberatacs a les empreses. S'aconsella als usuaris que siguin extremadament prudents amb els fitxers adjunts i que no obrin cap fitxer adjunt que no sigui d'una font de confiança i esperat, fins i tot si el remitent es troba a la seva llibreta d'adreces, ja que el seu compte podria haver estat falsejat. Tot i que molts servidors de correu electrònic escanegen fitxers adjunts a la recerca de programari maliciós i bloquegen tipus de fitxers perillosos, la seguretat absoluta no existeix.
Des dels cucs ILOVEYOU i Anna Kournikova dels anys 2000 i 2001, els sistemes de correu electrònic han afegit cada cop més capes de protecció per a prevenir possibles programes maliciosos i molts bloquegen certs tipus de fitxers adjunts.